# ケララ農業大学

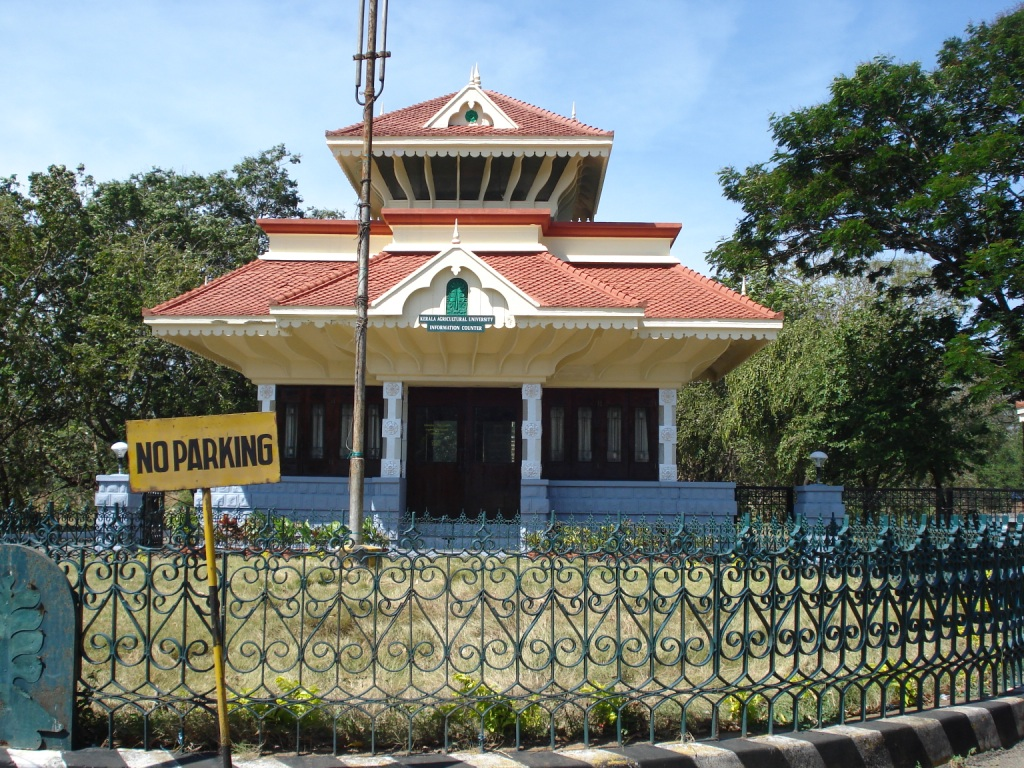
ケララ農業大学の入口。

ケララ農業大学（ケララのうぎょうだいがく、英語: Kerala Agricultural University, KAU、マラヤーラム語:കേരള കാർഷിക സർവ്വകലാശാല）は、インド南部ケララ州の公立大学。州政府傘下の組織として、農業、林業、漁業を含め、広く土地と水に基づくあらゆる生産活動を対象に、教育、研究、経済活動の相互交流と統合の実践を通して、持続可能な農業に必要とされる人材、技能、技術を供給している。この大学は、ケララ州トリシュール県トリシュールのヴァレニッカラにある。

## 学部

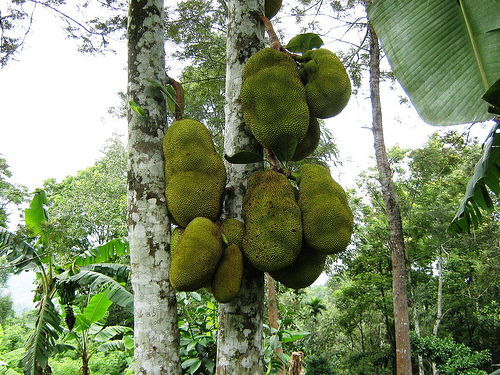
ワイナード県アムバラヴァヤルにある地方農業研究センター (Regional Agricultural Research Center)。

### 農学部
以下の課程が設けられている。
- B.Sc.(Hons) Ag.
- M.Sc.(Ag.)
- M.Sc.(Hort.)

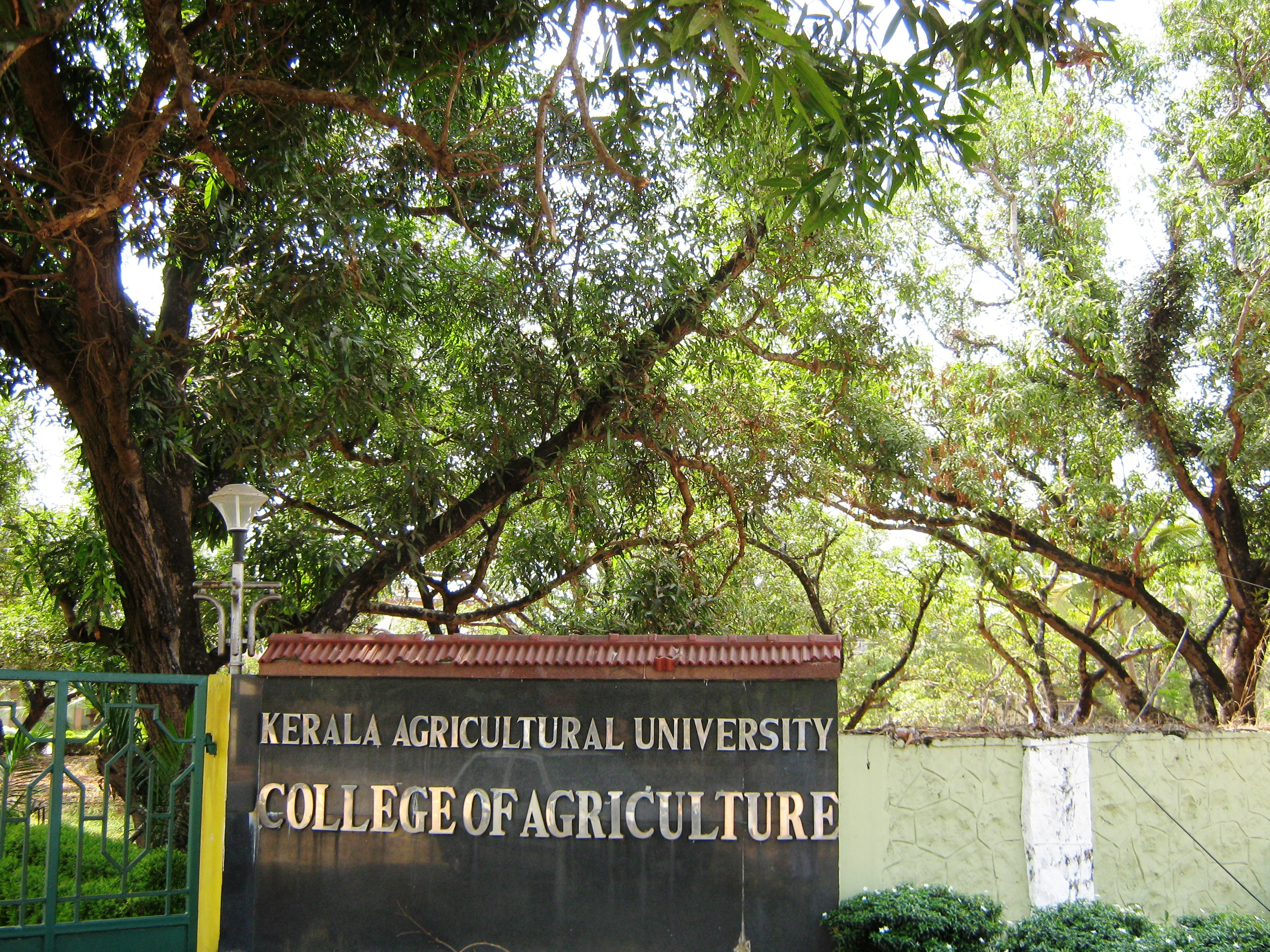
カーサルゴード県の農学部。

- M.Sc.(Food Sci. & Nutrition.) and Ph.D.
- M.Sc.(FS & N)
- M.Sc.(Ag. Stat.)- 2011以降は、有資格教員の欠けたことにより、授与されていない。
- M. Sc. Ag Biotech and Ph.D.
- M.Sc. (Integrated) Biotechnology
- M.Sc. (Integrated) Climate Change Adaptation
- B.Sc. Hons(C&B)
- M.Sc. (C&B), Ph.D.
- MBA in Agri Business Management
- PhD (Agriculture-various disciplines)

### 林学部
以下の課程が設けられている。
- B.Sc. (Forestry)
- M.Sc. (Forestry)
- PhD (Forestry)

### 農業工学部
以下の課程が設けられている。
- B.Tech.(Agrl.Engg.)
- M.Tech.(Agrl. Engg.)

## 大学傘下のおもな組織
- College of Agriculture, Vellayani - ヴェラヤニ
- College of Horticulture - トリシュール
- Academy of Climate Change Education and Research - トリシュール
- Kelappaji College of Agricultural Engineering and Technology - マラップラム（英語版）
- Pepper Research Station - パニヨール（英語版）
- Cardamom Research Station - パムパドゥムパラ（英語版）
- Agronomic Research Station, Chalakudy - トリシュール
- Agricultural Research Station, Mannuthy - トリシュール
- Aromatic and Medicinal Plants Research Station, Odakkali, Ernakulam - イェルナークラム県オダッカリ（英語版）
- Regional Agricultural Research Station, Pattambi - パッタムビ（英語版）
- Banana Research Station, Kannara - トリシュール県カンナラ (Kannara)
- Cashew Research Station, Madakkathara - トリシュール県マダッカタラ（英語版）
- Agricultural Research Station, Anakkayam - アナッカヤム（英語版）
- Rice Research Station, Moncombu - モンコムブ（英語版）
- Krishi Vigyan Kendra Kannur - ポーヴァム（英語版）

## 2010年の水産学部と獣医学部の分離独立
ケララ農業大学の学長を兼ねるケララ州知事は、ヴァレニッカラに、林学部を設ける構想を承認した。林学部は、農学部、農業工学部に続く第三の学部となる。残る2つの学部、すなわち獣医学部と水産学部は、2010年にケララ農業大学から分離されて、それぞれ別個の独立した大学である、ケララ水産海洋大学とケララ獣医動物科学大学となった。